# Pravopisna komisija pri SAZU in ZRC SAZU
Pravopisna komisija pri SAZU in ZRC SAZU je nadinstitucionalno strokovno delovno telo, ki združuje predstavnike različnih strokovnih javnosti, zlasti slovenistične. Delo komisije je od ustanovitve leta 2013 usmerjeno v posodobitev oziroma pripravo novih pravopisnih pravil.
Od 3. decembra 2019 so posodobljena ali na novo zasnovana poglavja pravopisnih pravil postopoma objavljena na portalu Pravopis 8.0, ki javnosti omogoča spremljanje procesa  priprave  novih pravopisnih pravil, ob tem pa tudi aktivno sodelovanje, saj lahko uporabniki ob vsakem členu pravil prispevajo svoj komentar, mnenje ali predlog. Status predstavljenih pravil je do dokončne potrditve in izida novega pravopisa je neuraden in so v veljavi pravila Slovenskega pravopisa 2001.
Vzporedno s prenovo pravopisnih pravil nastaja slovarski del pravopisa (ePravopis). Pravopisni slovar je (v nasprotju s splošnim razlagalnim) specializiran za lastnoimensko leksiko, pri prenovi pravopisnih pravil in pripravi pripadajočih slovarskih gesel je zato pogosteje kot občnoimenska leksika obravnavana lastnoimenska leksika. Slovar se obvestilno osredinja na izrazno ravnino jezika, predvsem vprašanja zapisa, začetnice, pisanja skupaj ali narazen, pregibanja, slovarski sestavki pa prinašajo tudi pregibnostne vzorce in izgovor besed, uslovarjenih na ravni iztočnice.
Komisija na rednih srečanjih obravnava tudi vprašanja, ki so povezana z vrzelmi v aktualnih pravopisnih pravilih. V ta okvir so uvrščena tudi tista normativna vprašanja, ki jih v jezikovno in terminološko svetovalnico prejema Inštitut za slovenski jezik Frana Ramovša, a je zaradi ugotovljenih vrzeli ali neskladij v kodifikaciji nanje težko nedvoumno odgovoriti. Svoja stališča komisija objavlja tudi na svojem spletišču.

## Zgodovina pravopisne dejavnosti na Slovenskem[8]
V 30. letih 20. stoletja se je slovensko jezikoslovje začelo aktivno ukvarjati s pripravo pravopisnih kodifikacijskih priročnikov. Organiziranje pravopisne dejavnosti poteka pod okriljem Slovenske akademije znanosti in umetnosti (SAZU).
SAZU od konca druge svetovne vojne potrjuje pravopisne kodifikacijske priročnike. Za pripravo priročnikov je zadolžena pravopisna komisija, njene člane imenuje SAZU. V komisijo so vključeni različni strokovnjaki: poleg slovenistov tudi jezikoslovci, specializirani za druge jezike, leksikografi, prevajalci in literarni ustvarjalci.   
Za pripravo pravopisnih priročnikov skrbi Inštitut za slovenski jezik Frana Ramovša. Do leta 1962 so pravopisna pravila izhajala skupaj s slovarjem. Inštitut za slovenski jezik Frana Ramovša je od leta 1981 povezan v Znanstvenoraziskovalni center SAZU, v okviru katerega nadaljuje s pravopisno dejavnostjo, ob tem pa ostaja povezan s SAZU.
Slovenski pravopis (2001) je zadnji zaključeni rezultat inštitutske pravopisne dejavnosti. Izšel je v dveh delih. Pravopisna komisija SAZU (predsednik Jože Toporišič) je leta 1990 objavila pravopisna pravila, ki jih je SAZU potrdila leta 1989; leta 2001 pa so pravopisna pravila izšla skupaj s slovarjem.
Predsedstvo SAZU je leta 2013 izdalo sklep o imenovanju nove pravopisne komisije, sprva z imenom Pravopisna komisija SAZU, leta 2016 pa se je preimenovala v Pravopisno komisijo pri SAZU in ZRC SAZU.

## Delo v Pravopisni komisiji pri SAZU in ZRC SAZU
Pravopisno komisijo sestavljata dve skupini: ožja skupina skrbi za pripravo predlogov prenovljenih in novih pravopisnih poglavij, širša skupina pa predloge pregleduje in aktivneje sodeluje glede na področja, za katera so specializirani in so povezana s pravopisom. Člani obeh skupin so predstavniki različnih ustanov in področij. 
Delo Pravopisne komisije sestavljajo:
- pregled obstoječih pravopisnih pravil in njihovih kritik;
- pregled jezikovnega gradiva (pomemben vir jezikovnega gradiva so spletni korpusi, Jezikovna svetovalnica Inštituta za slovenski jezik Frana Ramovša ZRC SAZU);
- prepoznavanje normativnih zadreg/odklonov uporabnikov in ugotavljanje, katera pravopisna pravila je treba posodobiti ali razširiti;
- priprava ubeseditev pravopisnih pravil;
- uslovarjenje ponazoritev iz pravopisnih pravil (priprava slovarskih gesel ePravopisa, ki poteka v Pravopisni sekciji Inštituta za slovenski jezik ZRC SAZU);
- objava predlogov pravopisnih pravil v obliki za javno razpravo in zbiranje pripomb, ki so javno objavljene;
- pregled pripomb javne razprave ter končna priprava in uskladitev pravopisnih pravil.

Ožjo skupino Pravopisne komisije sestavljajo (v oklepajih so navedene institucije, v katerih delujejo člani, in področja, za katera so specializirani):
- Nataša Jakop (ISJFR ZRC SAZU; frazeologija, leksikografija in pravopis)
- Marta Kocjan Barle (fonetičarka na Radiu Slovenija, lektorica, urednica; lektoriranje, pravopis v šolskih učbenikih, leksikografskih in enciklopedičnih delih)
- Tina Lengar Verovnik (FDV UL in ISJFR ZRC SAZU; pravopisna in pravorečna problematika; koordinatorka dela komisije)
- Tanja Mirtič (ISJFR ZRC SAZU; pravorečje)
- Janez Orešnik (SAZU; vprašanja splošnega jezikoslovja, slovnice, skladnje in stika slovenščino s tujimi jeziki)
- Hotimir Tivadar (FF UL; pravorečje in pravopis)
- Peter Weiss (ISJFR ZRC SAZU; pravopis, pravorečje in leksikografija)

Širšo skupino Pravopisne komisije sestavljajo:
- Kozma Ahačič (ISJFR ZRC SAZU; slovničarstvo, zgodovina slovenskega jezika)
- Andrej Ermenc Skubic (pisatelj in prevajalec; pravopis v različnih jezikovnih zvrsteh)
- Peter Holozan (Amebis, d. o. o.; skladnja in jezikovne tehnologije)
- Marko Jesenšek (FF UM; zgodovina slovenskega jezika, lastnosti knjižnega jezika v neosrednjem prostoru)
- Nataša Logar (FDV UL; sodobni slovenski knjižni jezik, stilistika, jezikovna kultura)
- Drago Perko (GIAM ZRC SAZU; zemljepisna imena v pravopisu; član Komisije za standardizacijo zemljepisnih imen Vlade RS)
- Mateja Petrovčič (FF UL; kitajščina in azijske nelatinične pisave)
- Marko Snoj (ISJFR ZRC SAZU, SAZU, FF UL; etimologija in leksikografija)
- Irena Stramljič Breznik (FF UM; besedotvorje in slovnica v pravopisu)
- Mojca Žagar Karer (ISJFR ZRC SAZU; terminologija in pravopis)
- Andreja Žele (FF UL, ISJFR ZRC SAZU; skladnja in  oblikoskladnja v pravopisu)[9]

## Objava predlogov novih in prenovljenih pravopisnih poglavij
Predlogi novih in prenovljenih pravopisnih poglavij so objavljeni na portalu Fran v zbirki Pravopis 8.0. Zbirka je zasnovana tako, da omogoča spletno komentiranje oz. oddajo pripomb. Objavo predlogov pravopisnih pravil spremlja tudi objava komentarjev oz. utemeljitev poglavij na spletišču Pravopisne komisije SAZU in ZRC SAZU, ki jih pripravijo člani ožje skupine ter prinašajo pojasnila in utemeljitve odločitev Pravopisne komisije.
Decembra 2019 sta bili za javno razpravo pripravljeni prvi dve poglavji pravopisnih pravil – »Pisna znamenja« in »Krajšave«. 
Marca 2021 sta bili pripravljeni poglavji »Velika in mala začetnica« ter »Prevzete besede in besedne zveze«.
Januarja 2023 je bilo objavljeno poglavje »Glasoslovni oris«, prvi del poglavja »Slovnični oris za pravopis«) ter pravila za prevzemanje iz prvih desetih tujih jezikov, tj. albanščine, estonščine, finščine, francoščine, italijanščine, madžarščine, poljščine, slovaščine, španščine in turščine, zbrana v poglavju »O prevzemanju iz posameznih jezikov«.